# 印度細棘鰕虎魚
印度細棘鰕虎魚（学名：Acentrogobius ennorensis）为輻鰭魚綱鰕虎鱼目鰕虎亞目鰕虎科細棘鰕虎魚屬下的一个种，它主要分佈於东印度洋以及印度。

## 扩展阅读
- 維基物種上的相關：印度細棘鰕虎魚
- WoRMS数据 （页面存档备份，存于）